# Redouan El Yaakoubi
Redouan El Yaakoubi, né le 25 janvier 1996 à Utrecht aux Pays-Bas, est un footballeur néerlando-marocain qui joue au poste de milieu de terrain au RKC Waalwijk.

## Biographie
Natif d'Utrecht, Redouan El Yaakoubi grandit dans sa ville natale dans le quartier de Overvecht au sein d'une famille marocaine et une fratrie de quatre enfants (lui et ses trois sœurs). Ses parents sont originaires du village Guercif au Maroc. Redouan poursuit ses études de sciences de la gestion et de l'organisation à l'Université d'Utrecht.

### Formation au FC Utrecht (2017-2019)
Entre ses neuf et dix-neuf ans, il passe six essais au FC Utrecht et une au PSV Eindhoven, sans pour autant être repris. Il s'inscrit alors à l'USV Elinkwijk, club amateur de la ville en 2004 avec lequel il joue pendant dix ans. En début de carrière, il évolue régulièrement en tant qu'ailier droit ou milieu offensif. Il s'engage en 2014 au VV De Meern.
Le 1er juillet 2017, il s'engage au FC Utrecht en signant un contrat de trois saisons.
Le 25 août 2017, il fait ses débuts professionnels en étant titularisé avec l'équipe réserve du FC Utrecht face au FC Dordrecht (défaite, 2-1).
Le 8 novembre 2017, il prolonge son contrat d'une saison et demi.

### SC Telstar (2019-2021)
Le 19 juillet 2019, il s'engage pour deux saisons au SC Telstar.
Il dispute son premier match le 12 août 2019 en étant titularisé face à l'équipe réserve de l'AZ Alkmaar (match nul, 0-0).

### Excelsior Rotterdam (2021-2024)
Le 1er juillet 2021, il s'engage pour deux saisons à l'Excelsior Rotterdam.
Le 6 août 2021, il dispute son premier match avec le club face à TOP Oss (défaite, 0-1). Le 13 août 2021, il inscrit son premier but face au Roda JC (victoire, 1-2).
Lors de la saison 2022-23, il reçoit le brassard de capitaine. En mars 2023, il est déchu de son brassard de capitaine pour avoir refusé de porter un brassard pro-LGBT, ce qui provoque une polémique aux Pays-Bas,. Plus tard, il explique en interview avec le blogueur Salaheddine Benchikhi respecter toute sorte de personnes, sans pour autant prendre parti pour personne,,. Plus tard, son coéquipier Marouan Azarkan le suit également dans son combat en refusant également de poser en photo avec une banderole pro-LGBT,,.

## Statistiques

### Statistiques détaillées
| Saison                | Club                  | Championnat           | Championnat | Championnat | Championnat | Coupe(s) nationale(s) | Coupe(s) nationale(s) | Coupe(s) nationale(s) | Compétition(s) continentale(s) | Compétition(s) continentale(s) | Compétition(s) continentale(s) | Compétition(s) continentale(s) | Total | Total | Total |
| Saison                | Club                  | Division              | M.          | B.          | P.d.        | M.                    | B.                    | P.d.                  | Comp.                          | M.                             | B.                             | P.d.                           | M.    | B.    | P.d.  |
| 2017-2018             | Jong Utrecht          | Eerste Divisie        | 26          | 0           | 4           | -                     | -                     | -                     | -                              | -                              | -                              | -                              | 26    | 0     | 4     |
| 2018-2019             | Jong Utrecht          | Eerste Divisie        | 19          | 0           | 0           | -                     | -                     | -                     | -                              | -                              | -                              | -                              | 19    | 0     | 0     |
| Sous-total            | Sous-total            | Sous-total            | 45          | 0           | 4           | -                     | -                     | -                     | -                              | -                              | -                              | -                              | 45    | 0     | 4     |
| 2019-2020             | SC Telstar            | Eerste Divisie        | 21          | 0           | 2           | 1                     | 0                     | 0                     | -                              | -                              | -                              | -                              | 22    | 0     | 2     |
| 2020-2021             | SC Telstar            | Eerste Divisie        | 35          | 0           | 3           | 1                     | 0                     | 0                     | -                              | -                              | -                              | -                              | 36    | 0     | 3     |
| Sous-total            | Sous-total            | Sous-total            | 56          | 0           | 5           | 2                     | 0                     | 0                     | -                              | -                              | -                              | -                              | 58    | 0     | 5     |
| 2021-2022             | Excelsior Rotterdam   | Eerste Divisie        | 33          | 5           | 1           | 8                     | 1                     | 1                     | -                              | -                              | -                              | -                              | 41    | 6     | 2     |
| 2022-2023             | Excelsior Rotterdam   | Eredivisie            | 30          | 3           | 0           | 1                     | 0                     | 0                     | -                              | -                              | -                              | -                              | 31    | 3     | 0     |
| Sous-total            | Sous-total            | Sous-total            | 63          | 8           | 1           | 9                     | 1                     | 1                     | -                              | -                              | -                              | -                              | 72    | 9     | 2     |
| Total sur la carrière | Total sur la carrière | Total sur la carrière | 164         | 8           | 10          | 11                    | 1                     | 1                     | -                              | -                              | -                              | -                              | 175   | 9     | 11    |

## Extra-sportif
En juin 2018, Redouan El Yaakoubi finance une mosquée à Guercif au Maroc à l'occasion du mois de Ramadan.
En janvier 2020, il fonde l'association 'Durf te Dromen' (Ose rêver) dans le quartier défavorisé d'Overvecht pour aider les jeunes à trouver leur repères et à améliorer leur talent.